# 大阪歌舞伎座
大阪歌舞伎座（）は、かつて大阪府大阪市南区難波新地四番町（現・中央区千日前）にあった歌舞伎劇場である。
松竹の興行が行われていたが、経営はその傍系会社であった千日土地建物（千土地興行を経て日本ドリーム観光に改称）が行ってきた。千日前交差点の角地に立地し、まだ高層建築物が少なかった当時の大阪で、地上7階建のビルディングは正面の巨大丸窓と共に異彩を放っていた。劇場自体はビルの1 - 4階部分を占め、東京・歌舞伎座よりも芝居が見やすく、スケールの大きな劇場として知られた。

## （初代）大阪歌舞伎座
「（初代）大阪歌舞伎座」は、桜橋交差点の北約100mの場所に建設された洋風2階建ての劇場で、1898年（明治31年）2月15日からのこけら落としは九代目市川団十郎を迎えて『武勇誉出世景清』と『信州川中島』が上演されたが、翌年の1899年（明治32年）1月12日に失火により全焼し、再建されずに閉館となった。

## （2代目）大阪歌舞伎座
大林組が施工した青磁一色のタイルで覆われた外壁を持つ南欧近世式の地下1階地上7階建て建物で、1階から4階までが観覧席となっていた。
2階正面1列以外は全て椅子席で約3,000人の観客を収容可能となっており、4階席には当時の大阪では珍しかった「一幕見席」を配していた。
間口は幅15間・高さ5間半、奥行11間あり、舞台の床から天井の簀子までの高さは50尺の大きさの舞台があった。
直径10間の外盆と直径7間の内盆を持つ蛇の目回しが舞台に設置されており、そこには最大で幅11間・奥行11尺弱の3つの切り穴が配されており、舞台面から約10尺下げられる構造となっていた。
花道は、幅6尺長さ12間の本花道の他に、幅4尺の裏花道も設置されていた。
各種の舞台装置は全て電動で自由自在に動かせるように作られていた。
また、舞台前にはオーケストラピットがあり、4階正面にはトーキー映画の上映可能な映写室が設置されていた。
6階はスポーツランドで、約300坪の屋上スケート場は朝日ビルのアイススケート場と並ぶ人気を集め、「第5回全日本氷上選手権大会」（1934年（昭和9年）1月1日から3日間開催）のフィギュアスケートの会場にもなった。
7階と地下に大衆大食堂が開設されたほか、和食店・喫茶店が各々6店舗、洋食店3店舗、寿司店1店舗の17店舗の飲食店が出店していた。
また、屋上庭園も開設されていた。
冷暖房完備し、客用5基・スケート場用1基のほか、楽屋用2基・配膳用3基の11基のエレベーターも設置される等電気設備も揃えられていた。
同年10月3日からこけら落としとなる「東西大合同歌舞伎」が行われ、上方歌舞伎の大御所初代中村鴈治郎のほか上方からは中村福助や中村魁車、東京からは市村羽左衛門（15代）や松本幸四郎（7代）などが出演して、『大森彦七』・『弁天娘女男白浪』・『一谷嫩軍記』が上演された。
しかし、1944年（昭和19年）3月5日に「決戦非常措置要綱」に基づく「高級享楽停止具体案」により営業停止となり、「戦力増強劇場」へ転換され、大政翼賛会・大日本産業報国会・大阪府保安課などによる運営委員会が産業戦士向けの慰安のために家庭劇などを上演することになった。
また、5階劇場は疎開指定興行場とされた。
1945年（昭和20年）5月12日に名称を「大阪歌舞伎座」に戻して再開場し、歌謡劇や歌舞伎の興行を再開した。
第2次世界大戦後は千日前地区では戦火を免れた唯一の劇場として、戦後すぐの1945年（昭和20年）9月1日に再開場して、「木下サーカス」で興行を再開した。
1946年（昭和21年）1月に正月興行を再開し、『猩々』・『鳥辺山心中』などが上演された。
しかし、初代中村鴈治郎の独裁体制と呼ばれるような状況が長く続いたことで、他のスターが育たず、企画力も低下することに繋がり、その没後は上方歌舞伎は不振が慢性化し、松竹の白井松次郎の死で一段と悪化するに至った。
そして、内紛から1954年（昭和29年）9月に三代目坂東鶴之助が松竹脱退を表明し、若手有望株も将来性を悲観して映画に軸足を移し、同月24日に三代目阪東壽三郞に没するなど、上方歌舞伎界の崩壊が進むことになった。
さらに、ストライキの影響で1955年（昭和30年）は当劇場での上方歌舞伎の正月興行が出来なくなり、同年5月には二代目中村鴈治郎が歌舞伎の無期休演を発表し、6月には四代目中村富十郎が不満を表明して「矢車座」を結成して自主公演を行うなど内紛が一層深刻化し、上方歌舞伎界は崩壊するに至った。
1954年（昭和29年）に松竹社長の大谷竹次郎から「千土地興行」の経営再建を委ねられた松尾国三がわずか2年で負債を一掃し、1956年（昭和31年）9月に「千土地興行」の社長に就任した。
そして、更なる業績改善のため、稼働率の向上と設備の老朽化への対応として縮小移転することになり、1957年（昭和32年）11月12日に「なんば大映」と大映関西支社跡地で893人（約34.4％）少ない1,703人収容の新歌舞伎座の建設に着手すると共に、同年11月28日に増資を行ってその建設資金を調達した。
また、極度の不振に陥っていた劇場経営の再建策として従来の松竹によるひも付きから独自の採算重視の興行への切り替えを行い、1958年（昭和33年）には「千日土地建物株式会社」が当劇場での上方歌舞伎の正月興行が行われず、同年4月に新国劇によるサヨナラ公演を最後に閉場した。
そして、新たな商業施設の賃借保証金を活用して同年5月1日から商業施設への改修工事が開始された。
難波に建設された新歌舞伎座が同年10月30日に開場式を行って翌日31日からこけら落とし公演を行った。
だが、そのこけら落とし公演も弱体化した上方歌舞伎のみでは成り立たないとして、尾上菊五郎劇団に三代目市川壽海・七代目嵐吉三郎のみが出演する形となった。
なお、このこけら落とし公演の初日に『天地開闢』で舞台装置が倒れ、2日目には市川海老蔵が出演をキャンセルして帰京しようとして1つ目の演目の『天地開闢』が休演となるなど波乱の幕開けとなった。
1966年（昭和41年）6月1日に「株式会社新歌舞伎座」を設立し、「株式会社日本ドリーム観光」から子会社として分離独立した。
東京・歌舞伎座を凌ぐ座席数と舞台設備を誇り、初代中村鴈治郎の人気も相まって、千日前楽天地の跡地にできたこの大劇場はまさに「上方歌舞伎の殿堂」と呼ぶに相応しい劇場であった。
それにも拘らず実質26年で廃座に至ったのは、戦後の上方歌舞伎（関西歌舞伎）が衰退の一途を辿り、大劇場の維持が困難になってきたためとされる。ただ一方、戦前でさえ（本来ならば、この劇場を本拠地に活躍する立場だったはずの）初代鴈治郎の出演は東京から来演した役者との東西合同歌舞伎に出演が限定されるなど、当時の関西（京阪）の観劇人口に対して大きすぎる劇場であった点も無視できない。

## その後
大阪歌舞伎座は難波に新歌舞伎座を別途建設して移転する形で閉鎖されたが、移転後経営主体であった千土地興行は程なく上方歌舞伎の興行を打ち切った。その後、新歌舞伎座では歌手芝居を中心とした興行が行われるようになった。
一方、大阪での歌舞伎は劇場も定まらない状況で非定期的な興行が行なわれていたが、「関西で歌舞伎を育てる会」（現「関西・歌舞伎を愛する会」）の結成、三代目中村鴈治郎（四代目坂田藤十郎）の襲名を機に、年に数回ながら、道頓堀の中座を拠点に定期的な興行が行なわれるようになった。
同じく道頓堀の大阪松竹座が1997年（平成9年）2月26日に上方歌舞伎の拠点となる「（3代目）大阪歌舞伎座」として開場し、同年3月2日からこけら落としの「三月大歌舞伎」が上演された。

## 沿革
- 1932年（昭和7年）
  - 9月28日 - 開場式[2]。
  - 10月3日 - こけら落しとなる「東西大合同歌舞伎」を上演開始[1]
- 1938年（昭和13年）10月15日 - 地階に映画館「歌舞伎座地下劇場」を開設[36]。
- 1944年（昭和19年）
  - 3月5日 - 「決戦非常措置要綱」に基づく「高級享楽停止具体案」により営業停止[13]。
  - 「戦力増強劇場」へ転換され[14]、大政翼賛会・大日本産業報国会・大阪府保安課などによる運営委員会が産業戦士向けの慰安のために家庭劇などを上演[15]。
- 1945年（昭和20年）
  - 5月12日 - 名称を「大阪歌舞伎座」に戻して再開場し、歌謡劇や歌舞伎の興行を再開[16]。
  - 9月1日 - 「木下サーカス」で戦後初の興行を実施[18]。
  - 10月 - 6階を改装し、占領軍向け特殊慰安所（キャバレー）が設置される。
- 1946年（昭和21年）1月 - 正月興行を再開し、『猩々』・『鳥辺山心中』などを上演[9]。
- 1954年（昭和29年）12月15日 - 千土地興行労組、全面ストライキを決行[37]。新国劇公演中にストライキ発生。芝居が中断される（千土地人権争議）。
- 1955年（昭和30年）
  - 1月5日 - 大阪地方労働委員会の斡旋でストライキが終結[37]。
  - 10月1日 - 大阪歌舞伎座の5階と6階に「千日劇場」を開業[38]。
- 1957年（昭和32年）1月 - 「戎橋松竹」を「大阪歌舞伎座地下劇場」に移転する形で、「歌舞伎地下演芸場」を開場[39]。
- 1958年（昭和33年）
  - 1月 - 興行主体が松竹から千土地興行に代わる。
  - 4月 - 「新国劇サヨナラ公演」をもって廃座[25]。
  - 5月1日 - 商業施設への改修工事を開始[23]。
  - 12月1日 - 改装工事が完了し、複合商業施設「千日デパート」が開業[40]。
- 1972年（昭和47年）
  - 5月13日 - 千日デパート火災発生[41]。火災後、焼失した建物が営業再開されないまま長期間放置される。
  - 5月25日 - 東本願寺難波別院で千日デパートビル火災犠牲者合同葬儀[42]。
- 1975年（昭和50年）12月26日 - 日本ドリーム観光を含む4社と「千日デパート火災遺族の会」の間で総額約18億5千万円を保証することで和解が成立[43]。
- 1980年（昭和55年）
  - 2月 - 解体工事を開始[44]。
- 1981年（昭和56年）5月 - エスカールビルの建設工事を開始[5][45]。

## 構造
- 建屋：7階建（一部8階）地下2階[36]
- 構造：鉄骨鉄筋コンクリート造
- 全高：30.3メートル
- 塔屋最頂部：36.3メートル
- 建築面積：3,549平方メートル
- 延床面積：19,803平方メートル
- 劇場座席数：3,000席
- 劇場舞台：間口27メートル、高さ6.8メートル
- 6階スケートリンク面積：1,208平方メートル（2面分）
- 正面円形大窓直径：13メートル
- 起工：1931年（昭和6年）3月
- 竣工：1932年（昭和7年）9月
- 設計施工：大林組

## その他
- 1935年（昭和10年）6月16日に第1回大阪プロフェッショナル拳闘選手権大会の決勝試合が開催された[46]。

- 地階は映画館などが設置されたが、1956年（昭和31年）に演芸場・歌舞伎地下演芸場に転換した。これは戎橋松竹の閉鎖に伴う代替処置であったが、寄席囃子が楽屋を伝って上階の歌舞伎座の舞台に洩れてしまうなどの欠陥が生じた。
- 5階は大食堂が設けられたが、1951年（昭和26年）にアルバイトサロン（現在のキャバクラに相当）「ユメノクニ」が開場した。この他にも別の階に「歌舞伎キャバレー」なる店も営業された時期もあり、歌舞伎と風俗が同居する奇妙な形態となっていた。
- 6階はアイススケートリンクが設けられ、京都・河原町三条のスケートニュース映画館と神戸・新開地聚楽館とでチェーンが形成されていた。終戦直後の1945年（昭和20年）10月に占領軍向けの特殊慰安所に改装され、「ドリームランド」の名前で朝鮮戦争勃発時まで営業した。その後は「歌舞伎会館」という劇場に転換し、曾我廼家五郎劇（軽演劇）と漫才を上演していた。この劇場は千日デパートに転換後、演芸場の千日劇場になる。